# Појени-Солка (Сучава)
Појени-Солка (рум. Poieni-Solca) насеље је у Румунији у округу Сучава у општини Појени-Солка. Oпштина се налази на надморској висини од 435 m.

## Становништво
Према подацима из 2002. године у насељу је живело 1943 становника, од којих су сви румунске националности.

### Хронологија
| Година       | 2007 | 2008 | 2009 | 2010 | 2011 | 2012 | 2013 | 2014 | 2015 | 2016 | 2017 |
| ------------ | ---- | ---- | ---- | ---- | ---- | ---- | ---- | ---- | ---- | ---- | ---- |
| Становништво | 2041 | 2079 | 2086 | 2083 | 2095 | 2104 | 2116 | 2133 | 2134 | 2140 | 2155 |